# نهائي كأس إسبانيا 1950
```
نهائي كأس إسبانيا 1950
 هو النهائي الثامن والأربعون . لعبت المباراة النهائية في 
 استاد تشامارتن
 في 
مدريد
 ، في 28 مايو 1950 ، وفاز بها 
أتلتيك بيلباو
 ، الذي فاز على 
ريال بلد الوليد
 4-1 بعد 
وقت إضافي
.
```